# Lijst van bezienswaardigheden van Rome
De stad Rome bevat vele bezienswaardigheden. 

## Vaticaan
In Rome is Vaticaanstad gevestigd. Het Vaticaan is een onafhankelijke staat (de kleinste ter wereld) waar de hoofdzetel van de Rooms-Katholieke Kerk gehuisvest is en de Paus woont.

## Kerken
- Sant'Andrea al Quirinale
- San Carlo ai Catinari
- San Clemente (basiliek)
- San Francesco a Ripa
- Friezenkerk
- Sint-Juliaan-der-Vlamingen
- Il Gesù
- Sint-Jan van Lateranen
- Basiliek van Maria de Meerdere (Santa Maria Maggiore)
- Santa Maria dell'Anima
- Santa Maria in Aracoeli
- Basiliek van Santa Maria in Trastevere
- Pantheon (Rome)
- Santa Prassede
- Santa Pudenziana
- Santissimo Nome di Maria al Foro Traiano
- Sint-Paulus buiten de Muren
- Sint-Pietersbasiliek
- Sixtijnse Kapel
- Tempietto van San Pietro in Montorio
- San Pietro in Vincoli
- Trinità dei Monti
- Santa Maria dei Miracoli en Santa Maria in Montesanto
- Santa Maria sopra Minerva
- Ss. Ambrogio e Carlo
- Sant'Agnese in Agone
- Sant'Andrea della Valle
- Sant'Andrea delle Fratte
- Santa Maria in Campitelli
- Sint Agnes buiten de muren
- Santi Alessio e Bonifacio
- San Carlo al Corso
- Sint Anastasia
- San Martino ai Monti
- San Gregorio Magno al Celio
- Santi Dominico e Sisto
- Chiesa Nuova (Rome) (Santa Maria in Vallicella)
- San Luigi dei Francesi
- Sant'Ignazio
- Chiesa dei Santi Luca e Martina

## Fonteinen
- Fontana del Tritone
- Fontana della Barcaccia
- Trevifontein
- La Fontana dei Quattro Fiumi
- Fontana del Moro
- Fontana delle Tartarughe (Schildpaddenfontein)

## Paleizen
- Palazzo Venezia
- Palazzo Farnese
- Palazzo della Farnesina
- Galleria Pallavicini
- Domus Aurea

## Monumenten
- Engelenburcht (Castel Sant' Angelo)
- Piramide van Cestius
- Monument van Victor Emanuel II

## Antieke theaters, amfitheaters en circussen
- Colosseum
- Amphitheatrum Castrense
- Theater van Marcellus
- Circus Maximus
- Circus van Maxentius

## Fora
In Rome zijn verschillende fora zoals:
- Forum Romanum
- Forum Boarium
- Forum Holitorium
- Forum van Caesar
- Forum van Augustus
- Forum Pacis
- Forum van Nerva
- Forum van Traianus
- Foro Italico

## Pleinen en straten
- Piazza del Popolo
- Piazza Navona
- Piazza della Repubblica
- Piazza Colonna
- Piazza di Spagna
- Piazza Venezia
- Piazza del Campidoglio
- Sint-Pietersplein
- Via Appia
- Via Condotti
- Via dei Fori Imperiali
- Via Nazionale
- Via del Corso
- Via della Conciliazione
- Via Quattro Novembre
- Via del Plebiscito
- Campo de' Fiori

## Stadsmuren
- Muur van Servius Tullius
- Aureliaanse Muur
- Muur van Urbanus VIII

## Stadspoorten
- Porta Ardeatina
- Porta Asinaria
- Porta Aurelia
- Porta Clausa
- Porta Latina
- Porta Maggiore
- Porta Metronia
- Porta Nomentana
- Porta Pia
- Porta Pinciana
- Porta Portuensis
- Porta Salaria
- Porta San Giovanni
- Porta San Pancrazio
- Porta San Paolo
- Porta San Sebastiano
- Porta Settimiana
- Porta Tiburtina
- Porta del Popolo

## Romeinse tempels
- Pantheon
- Tempel van Caesar
- Tempel van Castor en Pollux
- Tempel van Hadrianus
- Tempel van Mars Ultor
- Tempel van Romulus
- Tempel van Saturnus
- Tempel van Venus en Roma

## Romeinse triomfbogen
- Boog van Constantijn
- Boog van Titus
- Boog van Septimius Severus
- Boog van Janus
- Boog van de geldwisselaars
- Boog van Drusus
- Boog van Gallienus

## Overige bezienswaardigheden
- Mamertijnse gevangenis
- Tabularium
- Ara Pacis Augustae
- Zuil van Traianus
- Zuil van Marcus Aurelius
- Thermen van Caracalla
- Marforio
- La Bocca della Verità
- Catacomben van Rome
- Spaanse Trappen
- Engelenbrug (Ponte Sant'Angelo)
- Obelisken van Rome
- E.U.R.
- Monumentale begraafplaats van Verano
- Villa Borghese

## Bezienswaardigheden buiten Rome
- Villa d'Este in Tivoli
- Villa Adriana in Bagni di Tivoli bij Tivoli
- Ostia Antica